# Lawrence York Spear
Lawrence York Spear (Warren, 23 ottobre 1870 – Groton, 9 settembre 1950) è stato un ufficiale statunitense.
Fu un ufficiale della marina statunitense ed un uomo d'affari che spese gran parte della sua vita lavorativa presso la Electric Boat Company.

## Biografia
Nato a Warren in Ohio, Spear si laureò presso la United States Naval Academy di Annapolis (Maryland) nel 1890. Il tenente Spear proseguì i suoi studi presso l'Università di Glasgow in Scozia. Al suo ritorno fu incaricato di ispezionare e monitorare le costruzioni in corso di nuovi sommergibili presso diversi cantieri negli USA. Tra questi vi era il "Crescent Shipyard" con sede a  Elizabeth (New Jersey), dove i primi sommergibili della Marina degli Stati Uniti erano stati costruiti dalla società di John P. Holland, la "Holland Torpedo Boat Company". In seguito la società venne acquistata da Isaac Rice, fondendola con l'altra che possedeva, la "Electric Storage and Electro-Dynamic" e cambiò nome in Electric Boat Company.
Nel 1902 Spear rassegnò le dimissioni dalla marina degli Stati Uniti per lavorare presso la Electric Boat Company. Divenne vice amministratore delegato due anni più tardi, quando Holland diede le dimissioni nell'aprile 1904, Spear ricoprì varie cariche, fino a quella di amministratore delegato.
Dal 1942 al 1947 gestì la società durante la seconda guerra mondiale, quando divenne la maggior produttrice di sommergibili. Divenne presidente del consiglio di amministrazione dal 1947 fino alla sua morte il 9 settembre 1950. La Electric Boat Company cambiò nome in General Dynamics nel 1952 sotto la guida del nuovo presidente e amministratore delegato John Jay Hopkins.

## Riconoscimenti
La nave appoggio per sommergibili USS L. Y. Spear (AS-36), costruita dalla General Dynamics Shipbuilding Division in Quincy, Massachusetts, fu battezzata con il suo nome.